# Бонні Прудден
Бонні Прудден (англ. Bonnie Prudden; 29 січня 1914 — 11 грудня 2011) була першопрохідцем Америки з фізичних вправ, досвідченою скелелазкою та альпіністкою. Її доповідь Ейзенхауеру про фізичну слабкість американських дітей порівняно з європейськими однолітками призвела до утворення Ради Президента у справах молодіжного фітнесу. Прудден написала 16 книг про фітнес та міотерапію для будь-якого віку та фізичної готовності, включаючи два бестселера: «Як залишатися стрункою та підтягнутою після тридцяти» (1961) та «Позбавлення від болю: Шлях Бонні Прудден» (1980). Вона випустила шість альбомів з фізичними вправами, стала першою вести регулярні програми з фізичними вправами по телебаченню, мала телевізійне шоу та вела колонку для Sports Illustrated. Школи, в'язниці, літні табори, фабрики, лікарні, клуби, організації YMCA, університети, будинки для пристарілих та хворих використовували програми занять, які вона розроблювала для них. Прудден також розробила перший одяг для фітнесу  та численні одиниці обладнання для тренувань, які можна було зробити в звичайному гаражі та використати всією сім’єю.
Вона також розробила власну міотерапію в 1976 році. "Метод розслаблення м'язового спазму, поліпшення кровообігу та полегшення болю за допомогою тиску ліктями, костяшками або пальцями з утриманням на декілька секунд, щоб знешкодити "тригерні точки". Успіх цього методу залежить від використання спеціальних коригувальних вправ для звільнення м’язів".

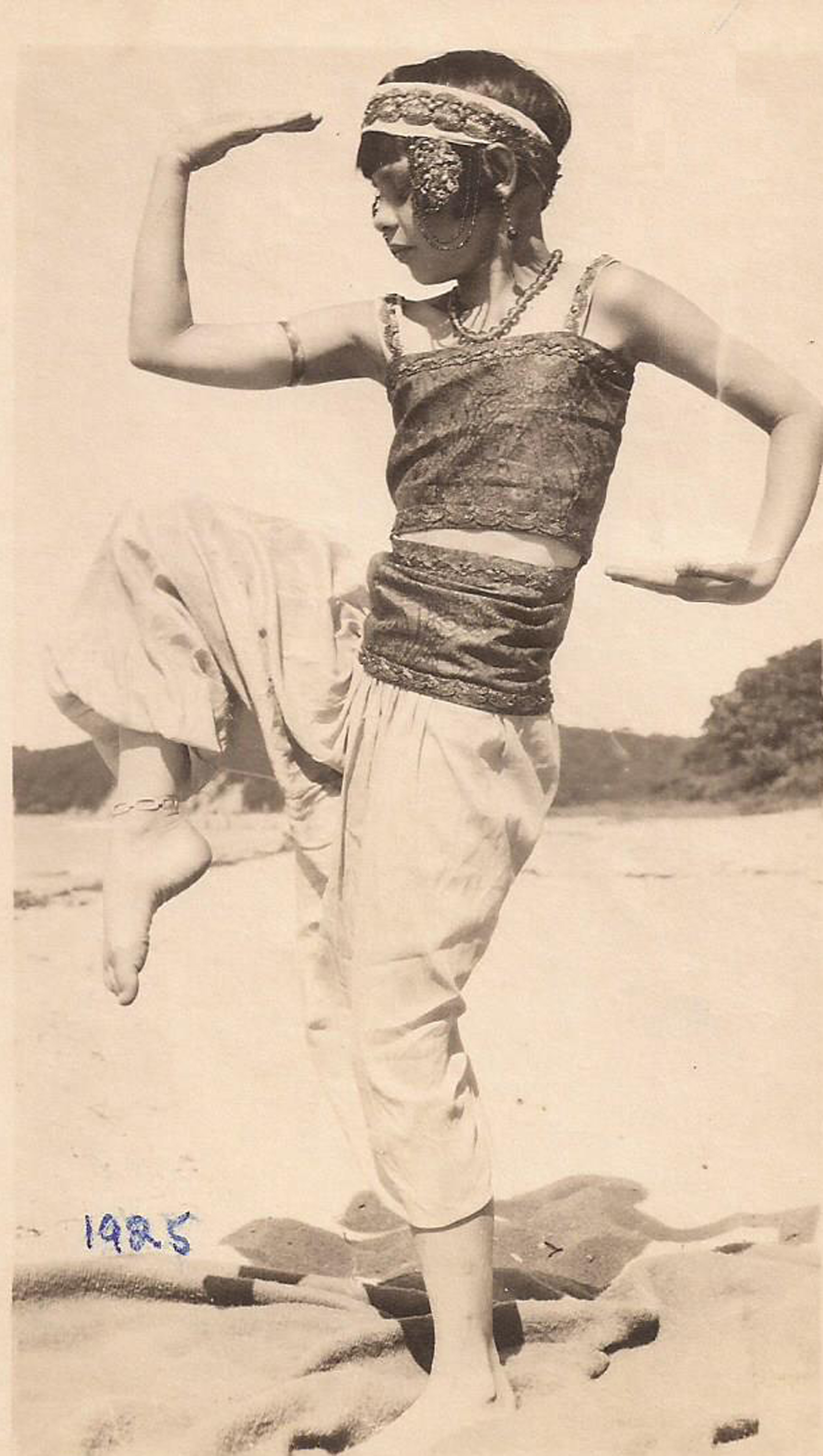
Бонні Прудден, одинадцять років, 1925 рік

## Раннє життя
Народившись Рут Еліс у Нью-Йорку, Прудден розпочала свою скелелазну та танцювальну кар'єру у віці чотирьох років, коли вийшла з вікна своєї кімнати на другому поверсі у будинку на горі Вернон на нічну прогулянку. Після трьох таких втеч лікар заспокоїв матір: «Дисципліна та втома зможуть вилікувати її. Віддайте її до школи російського балету».
Вона тренувалась у танцювальних та гімнастичних школах Кослова, Магна та Ельвієна, займалася німецькими вправами Гєрмана Тюрнверайна та фінськими вправами, вчилася грі на фортепіано, скрипці, співу, їзді верхи, вивчала письмо та анатомію.
У 1931 році вона була зарахована до школи Горація Манна, де досягла успіху у англійські мові, мистецтві, спорті, музиці та драматургії та викладала танці для однокласниць. Після закінчення в 1933 році вона вивчала мистецтво у Великій центральній школі дизайну та журналістику і психологію на курсах в Колумбії. Одночасно вона почала вивчати сучасний танець разом із Чарльзом Вайдманом та Доріс Хамфрі та працювала в танцювально-театральному колективі Вейдмана і Хамфрі, який виступав на Бродвеї.

## Альпінізм
У 1936 році вона вийшла заміж за Річарда Гіршланда, альпініста та лижника. Медовий місяць вони провели у Швейцарії, де піднялися на Матергорн після одного дня тренувань та придбання нової пари черевиків.
Вона почала лазити Ганкс у 1936 році разом із чоловіком, Фріцем Вісснером та Гансом Краусом. Однак взимку 1937 року вона отримала важкий перелом тазу під час катання на лижах, після чого знадобилося три місяці розтяжіння. Лікарів, прогнозували, що вона завжди кульгатиме та більше не зможе кататися на лижах, лазити, танцювати чи мати дітей. Втім, її перша дочка Джоан Еллен народилася в травні 1939 року, а друга - Сьюзен Енн у серпні 1943 року. Вона реабілітувала себе за допомогою вправ на стільці та аквавправ під музику. Прудден стала першою жінкою, яка отримала значок Національного гірськолижного патруля, та утворила Гірськолижний клуб Аддлепат. Це був клуб для дітей віком від восьми до вісімнадцяти  років, який став попередником перших юніорських гірськолижних патрулів. Протягом одинадцяти років вона навчила біля 1000 дітей без жодного перелому. За свою працю отримала нагороду від Східної любительської гірськолижної асоціації за безпеку на лижах.
Через сім років після травми Прудден знову стала лазити в Ганкс разом зі своїм другом Гансом Краусом. З допомогою Ганса Крауса з 1946 по 1955 рр. вона була найвидатнішою скелелазкою з 30 першими проходженнями маршрутів в Шаванганксі. У 1952 р. Прудден і Краус спробували новий маршрут у секторі The Trapps. Краус відступив перед ключем на стелі, та віддав мотузку Прудден. Вона знайшла місце для закладки там, де відступив Клаус, та продовжила лізти, зробивши перше проходження маршруту “Bonnie’s Roof”. З того часу Бонні заявляла, що вона і Краус працюють як рівні напарники, завжди міняючи лідера. Вона припинила лазити в 1959 році, бо працювала чотирнадцять годин на день без вихідних.
Після розлучення з Гіршландом у 1954 році Бонні повернулася до дівочої фамілії Прудден. Вона більше ніколи не виходила заміж.

## Молодіжний фітнес
Побачивши як її доньки займаються фізичним вихованням, в 1947 році Бонні почала вести заняття з фізичної підготовки Бонні Гіршланд для своїх двох доньок та десяти сусідських дітей. За кілька тижнів на заняття ходило вже 75 дітей. Школи пропонували свої спортзали для занять, якщо вона приймала всіх охочих. Задля оцінки ефективності своєї програми вона запозичила тест оцінки фізичних здібностей, розроблений Краусом і Соньєю Вебер з Нью-йоркської пресвітеріанської лікарні. Тест Крауса–Вебер включав шість простих рухів і проводився за 90 секунд. На її подив, нові студенти 1949 року провалили тест у 58% випадків, тоді як студенти, які вже займалися, провалили тест лише у 8% випадків. Протягом наступних семи років Прудден та її волонтери провели тест для 4 458 дітей у віці від 6 до 16 років у Сполучених Штатах. Коефіцієнт невиконання становив 56,6%. Займаючись скелелазінням у Європі, Прудден та Краус організували тестування для тамтешніх дітей. В Італії, Австрії та Швейцарії рівень невиконання тестів становив 8%.
У 1952 році Бонні (все ще Рут Гіршланд) і Краус почали писати статті для журналів медичного та фізичного виховання відносно їхніх висновків про гіпокінетичну хворобу: роль недієздатності у захворюваннях, які публікувалися у різних ЗМІ.

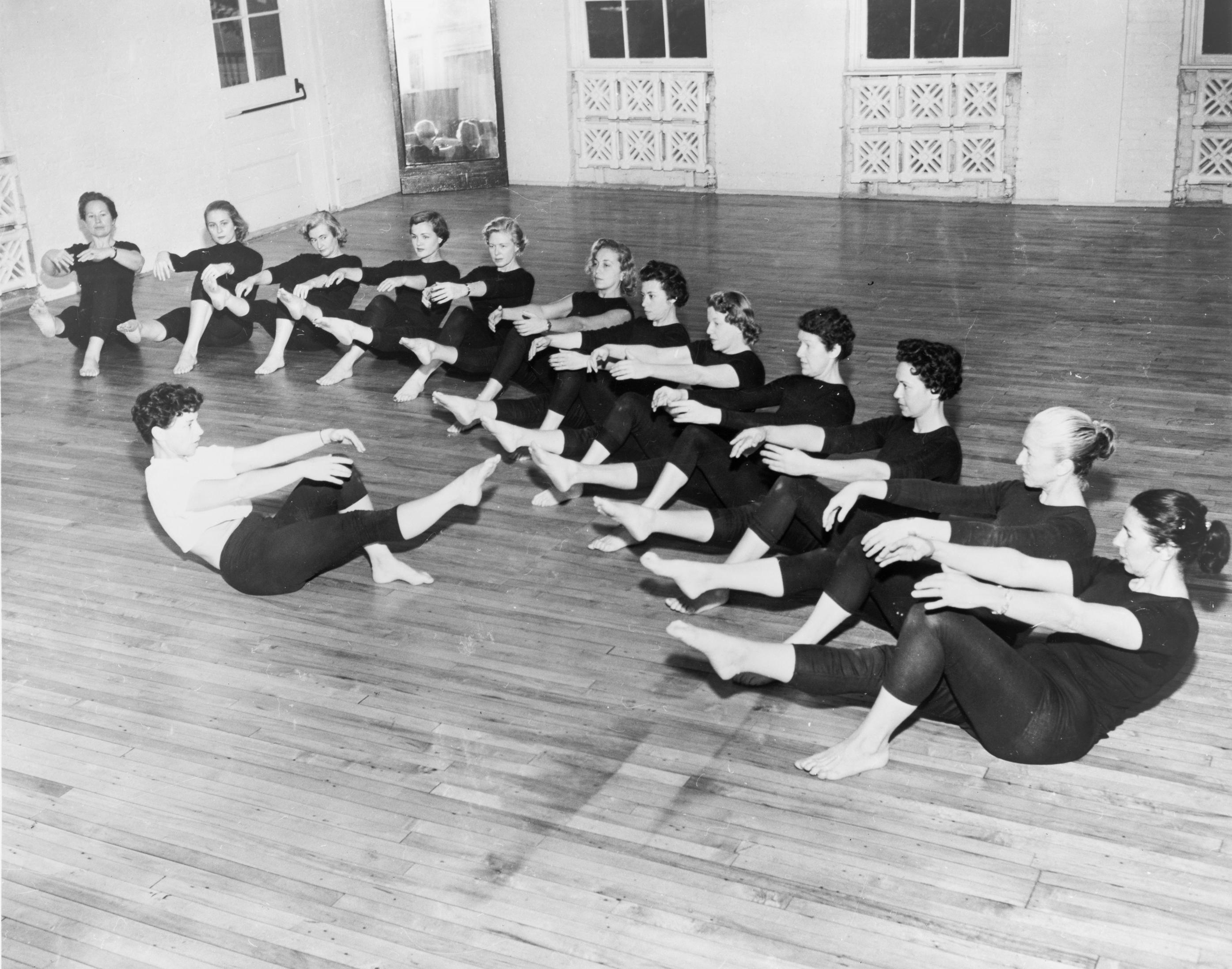
Бонні Прудден веде клас фізичної підготовки у школі White Plains

Прудден купила покинуту початкову школу в Уайт Плейнс, штат Нью-Йорк, у 1954 році та після ремонту відкрила Інститут фізичної підготовки.  Тут розміщувалися три спортзали, дві танцювальні студії, фінська сауна, медичний кабінет, два кабінети масажу, шафки, душові та офіс. Заняття обов'язково проходили босоніж. Обладнання, пофарбоване в яскраві кольори, було розроблене з використанням каменів, парканів, залізничних колій та стін. В кожні двері були вбудовані турніки. Кожна дитина ходила по сходах з 42 сходами від підвального до останнього поверху для тренування, розвитку дисципліни та спеціального нарощування м’язів. Зовні був побудована низка перешкод, включаючи перший скеледром в Америці, вантажні сітки, перешкоди, паралельні бруси, сходи, пандуси, лабіринт для балансу, канат, слалом-стовпи та дюльфер.
У 1955 році, озброївшись статистикою та особистим запрошенням до Білого дому Ейзенхауера, Бонні Прудден зробила доклад про рівень фізичної підготовки у американських учнів порівняно з їхніми однолітками у Європі. Доклад наразі відомий як Доповідь, що шокувала президента  або «Фізична форма нації». Він став початком змін у ставленні американців до фізичної підготовки.
Доклад Крауса доповнював доповідь медичними наслідками недостатнього фізичного навантаження: ожиріння, болі в спині, високий кров'яний тиск, діабет, ішемічна хвороба серця, психіатричні проблеми та напруга м’язів. Президент Ейзенхауер видав виконавчий наказ про створення Ради Президента у справах молодіжного фітнесу (нині Рада Президента у справах фізичного виховання, спорту та харчування)  Прудден проводив посаду дорадчого комітету протягом трьох років. Прудден та Краус вважаються співзасновниками Ради. У 2007 році Прудден була удостоєна Премії Ради за видатні досягнення в житті. ХАМЛ застосувала методи Пруддена з викладання фізичних вправ і за її порадам запрошували жінок на ранкові заняття. До Інституту в Уайт Плейнс були направлені представники для навчання тестуванню Крауса–Вебера та вправам. Вони повернулися до своїх штатів і створили Пруденську програму в своїх ХАМЛ. Прудден стала дуже затребуваним оратором, а ХАМЛ стали місцем участі в програмах Прудден у спортзалах та басейнах, передпологових заняттях, Заняттях для малюків, підлітків та змішаних сімейних заняттях. Першою книгою з дитячого фітнесу стала книга Прудден "Чи справді ваша дитина має гарну фізичну підготовку?" видана в 1956 році. В ній розширюється доповідь Президенту та показуються шляхи вирішення проблеми.
З 1957 по 1960 р. Прудден вела колонку Sports Illustrated, представляючи свою фітнес-програму, та з'являлась на обкладинці в боді на все тіло власного дизайну. Так народилася фітнес-мода. Її запросили до щотижневого телевізійного сімейного шоу Домашнє шоу з Арлен Френсіс та Х'ю Даунс, які зацікавилися фітнес модою. Після закриття Домашнього шоу вона перейшла до Сьогоднішньго шоу з Дейвом Гарроуей, де виступала 2,5роки. Вона покинула шоу, коли почали рекламувати дієтичні таблетки у її час, і глядачі думали, що вона їх схвалює. У той же час вона регулярно виступала у двох радіошоу: Текс та Джінкс МакКрірі та Артур Годфрі. З 1955 по 1975 рр. Прудден продовжувала свій хрестовий похід за кращі тіла. Вона написала 13 книг, незліченну кількість посібників, створила пілотні програми всіх можливих видів, розробила одяг для фітнесу та обладнання для дому та школи, читала лекції нон-стоп по всій країні, випустила 6 записів, 3 фільми, створив п'ятиденні навчальні програми, написала сценарій і записала 35 півгодинних телепередач, та створила шоу Бонні Прудден. На хвилі успіху вона отримала контракт на ще 165 шоу. У 1962 році  The Reader’s Diges розпочав андеррайтинг Програми Прудден. Це партнерство тривало до середини 80-х.

## Міотерапія Бонні Прудден

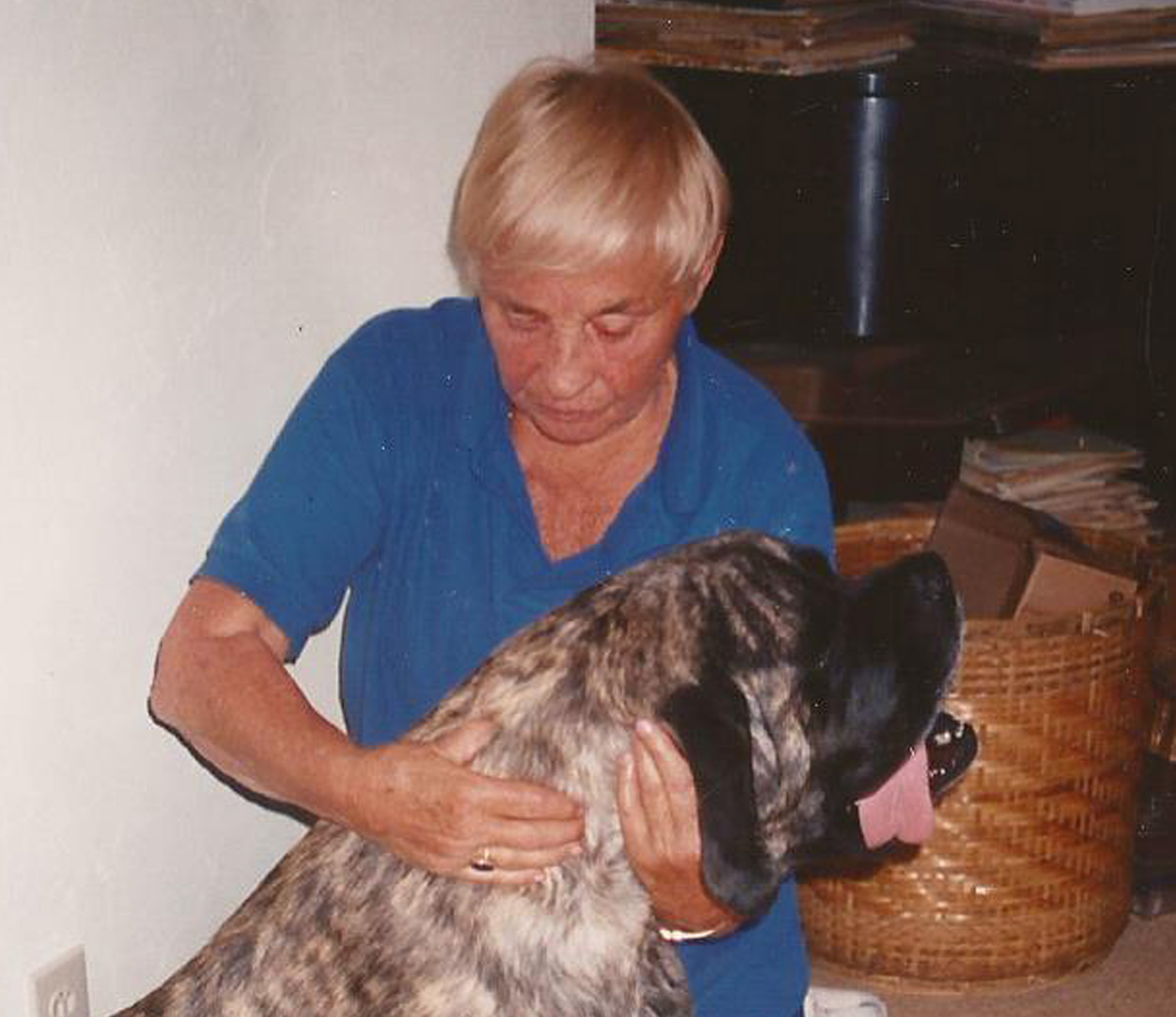
Бонні Прудден застосовує міотерапію Бонні Пруден на своєму англійському мастифі Блю, Тусон, штат Аризона, 1994.

Бонні Прудден сказала, що в її житті було троє друзів, які зробили можливою міотерапію Бонні Прудден. Першим був Ганс Краус, який навчив її коригуючим вправам в 1943 року. Другою була Джанет Тревелл, яка на початку 40-х років показала тригерні точки і вказала на больові малюнки у пацієнтів. Третім став Дезмонд Тіві, який підтримував дослідження Прудден та сформулював те, що потім стало міотерапією.
Через чотири роки після випадку на лижах у Прудден почала боліти спина внаслідок травми 1937 року. Вона також казала, що відчуває, як стрес від проблем у шлюбі проявлявся у фізичному болю. Спинові брекети, спека і холод стали частиною життя.
Вперше про тригерні точки вона дізналася в 1938 році під час занять скелелазінням в Ганкс зі своїми друзями, включаючи Крауса. Коли Краус зауважив, що вона тримає голову повернутою, він поцікавився, чи не відчуває вона біль і скутість у шиї. Коли вона відповіла ствердно, він натиснув великим пальцем на потилицю, після чого вона більше не відчувала болю чи скутості, і тримала голову прямо. З 1949 по 1958 рр. Прудден вивчала терапевтичні вправи разом з Краусом, який працював у своєму кабінеті з пацієнтами, а в 1954 р. вона отримав призначення на посаду асистента з досліджень Говарда Раска.
У 1952 р. Краус почав робити Прудден ін'єкції в тригерні точки від нестерпного болю в спині, через який вона проводила в ліжку по декілька днів поспіль. Після ін'єкцій виконувались коригувальні вправи, і цього вистачало на декілька місяців, перш ніж знадобиться наступний раунд ін'єкцій.
У 1959 році Прудден закрив свій Інститут в Уайт Плейнс, купила 23 акри землі в Стокбріджі, штат Массачусетс, а в 1960 році почала будувати Інститут фізичної підготовки Бонні Прудден. Вона продовжувала свої загальнонаціональні семінари, лекції, літні програми, декретну програму у Вессоні та нову програму літнього табору для жінок, керівників та дітей разом із ХАМЛ та лікарнею Lankenau у Філадельфії. Монтгомері Уорд додав до свого каталогу фітнес та обладнання Прудден в 1960 році.
Під час літніх тренувань у 1965 році Прудден травмувала коліно, демонструючи «російські» танцювальні па. Щоб виконати графік тренувань та виступів по телебаченню, їй знадобилися сильні знеболювальні. Також частиною лікування були бандаж та постільний режим за першої нагоди. До 1966 р. біль у правому тазостегновому суглобі перетворилася від дратівливої до обмежувальної, тож було потрібно ефективне лікування.
У січні 1969 року у віці 55 років Прудден зателефонувала до Тревелла. У березні того ж року вона розпочала регулярні щомісячні поїздки до офісу Тревелла у Вашингтоні, округ Колумбія, де їй робили серію ін'єкцій у тригерні точки, спрямованих на покращання самопочуття та лікування стегна. Влітку 1970 року їй замінили праве стегно. 

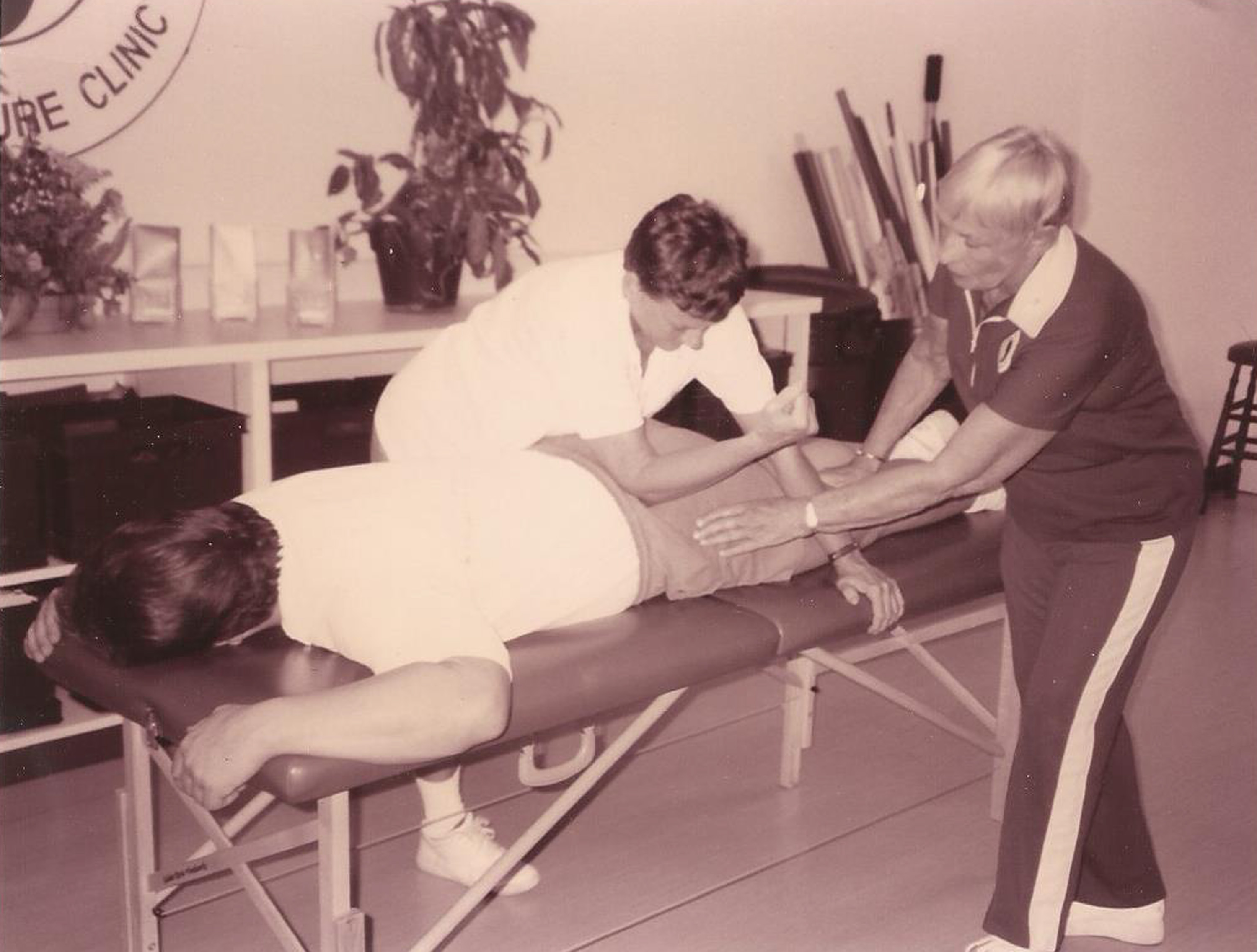
Зліва направо Енід Віттакер та Бонні Прудден демонструють міотерапію на Майклі Хейнсі, Тусон, штат Аризона, 1995

У 1976 рік усі фрагменти Міотерапії стали на свої місця. Робоча домовленість Прудден з Тіві полягала в тому, що він відправляв пацієнтів до Прудден, яка знаходила тригерні точки, відзначала їх і відправляла пацієнтів назад до Тиві, який робив ін'єкції. Потім пацієнти поверталися до Прудден для коригувальних вправ. Одного ранку приїхала жінка з нахиленою головою і болем в шиї. Пізніше Прудден казала, що вона, ймовірно, трохи засильно натиснула на тригерну точку, коли визначала її. Однак згодом у жінки більше не боліла шия і голова була у вірному положенні.
Так почався розвиток міотерапії Бонні Прудден. Протягом наступних чотирьох років, експериментуючи на собі, з персоналом, друзями та пацієнтами, вона розробила мапу найбільш поширених тригерних точек та супутних коригувальних вправ. Тіві придумав слово МІОТЕРАПІЯ.
У 1979 році у віці 65 років Прудден замінили ліве стегно. Завдяки власній міотерапії вона змогла провести цілий семінар з фітнесу на вихідних безпосередньо перед операцією на стегні. За шість тижнів за допомогою міотерапії та аквавправ вона повернулася до спортзалу. 

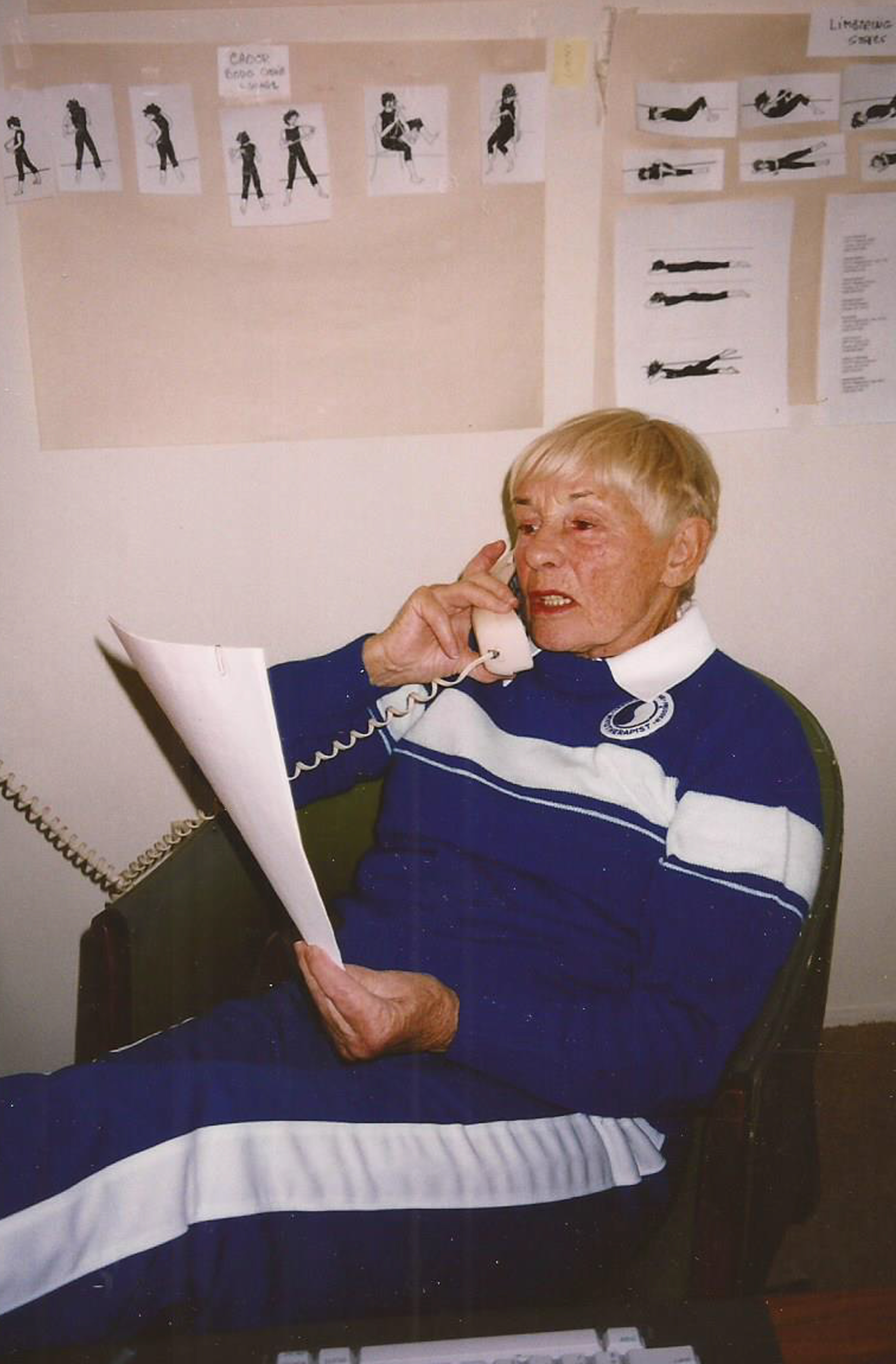
Бонні Прудден у своєму офісі в Тусоні, штат Аризона, 1996 р

У 1980 р. Прудден відкрила Школу фізичної фізкультури та міотерапії Бонні Прудден для підготовки професійних інструкторів з фізичних вправ та практиків міотерапії та коригувальних вправ. У школі також були ясла-садок, де діти дошкільного віку щодня займалися фізичними вправами, вивчали анатомію, слухали музику, вчились плавати та вивчали основи іноземної мови через співи та ритми.
У 1984 році школа Бонні Прудден зареєструвала професію міотерапевта в Міністерстві праці США. Міотерапія Бонні Прудден стала торговою маркою у 1990 році, щоб відрізнити її як систему, що вимагає 1300 годин навчання для сертифікації та затверджений сертифікат, на відміну від інших  міотерапевтів.
Прудден вважала, що якби всі мали вірну інформацію та необхідні інструменти, вони могли б подбати про себе самі. Вона казала, що міотерапія Бонні Прудден ефективна, коли біль пов'язаний з м'язами. Оскільки інструменти - це пальці, костяшки та лікті, вона вважала, що пересічна людина зможе досить легко використовувати цю дисципліну.
"Міотерапія: Повний посібник Бонні Прудден з життя без болю" був опублікований у 1982 році. В три її дитячі книги глави з міотерапії відповідно віку були включені в 1986, 1987, 1988 роках.

## Пізнє життя

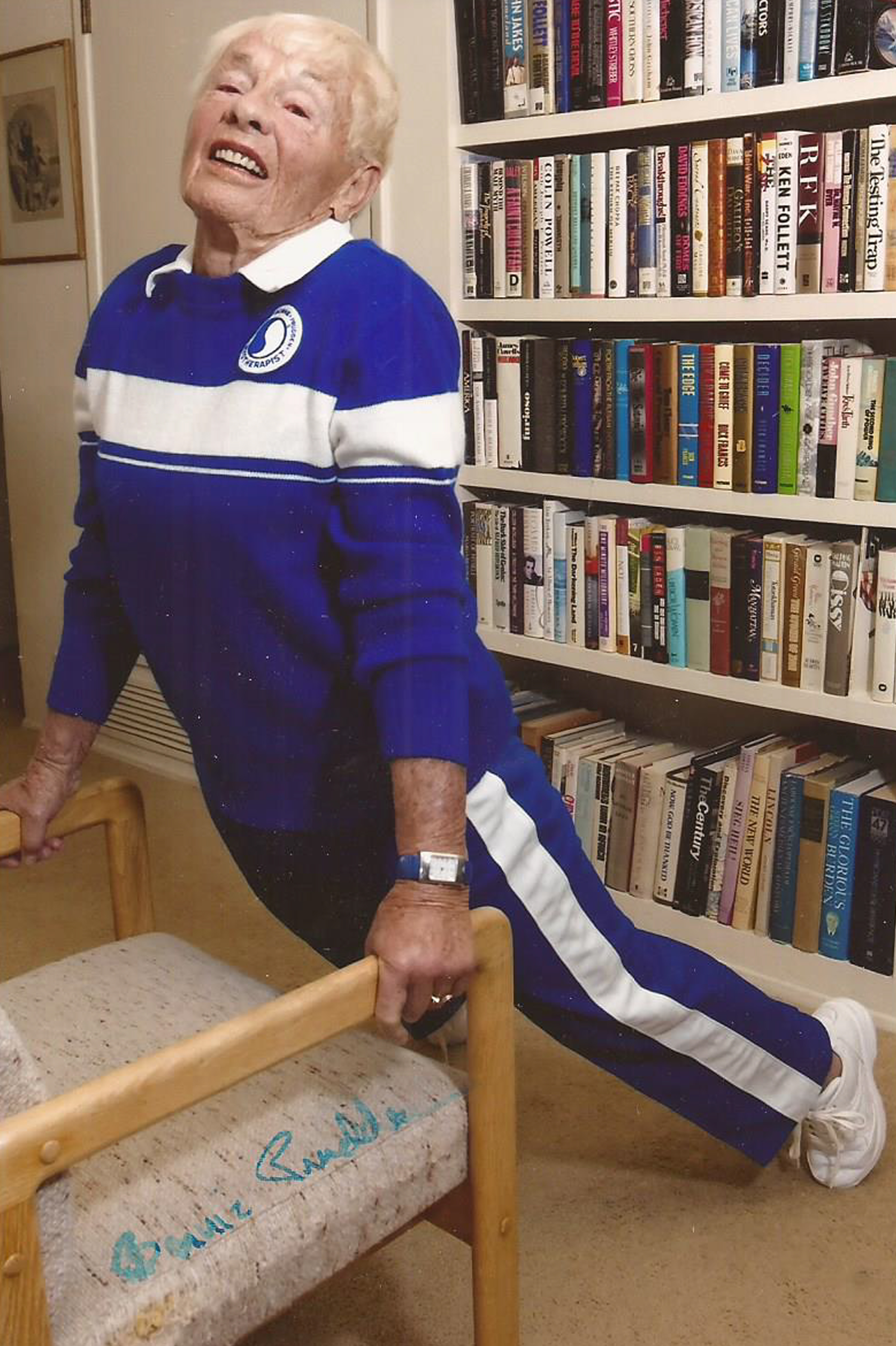
Бонні Прудден, Тусон, штат Аризона, 30 січня 2006 року

Опис її подальшого життя взятий з вебсайту міотерапії Бонні Пруден : 
 У 1992 році Бонні переїхала зі своїм бізнесом до Тусона, штат Аризона, де вона керувала Школою фізичної підготовки та міотерапії та Міотерапією Бонні Прудден. Відмовившись виходити на пенсію, вона продовжувала боротьбу за більш вправні та безболісні тіла. Протягом наступних вісімнадцяти років вона продовжувала навчати людей різного віку брати на себе відповідальність за власне тіло та позбавлятися м'язового болю, а також допомагати в цьому друзям, родині та домашнім улюбленцям. Вона продовжувала писати, читати лекції та подорожувати, викладала у власній школі, приймала пацієнтів, проводити заняття та семінари з позбавлення від болю, отримувала національні та місцеві нагороди. Незважаючи на перелом тазу у чотирьох місцях під час катання на лижах, інфаркти, реконструкцію лівого тазостегнового суглоба та шунтування у 92  роки, вона продовжувала використовувати кожну, здавалося б, несприятливу ситуацію для навчання та викладання. 
 "Ви не можете повернути годинник назад, - казала Прудден, - але ви можете перемотати його назад".

## Нагороди та визнання

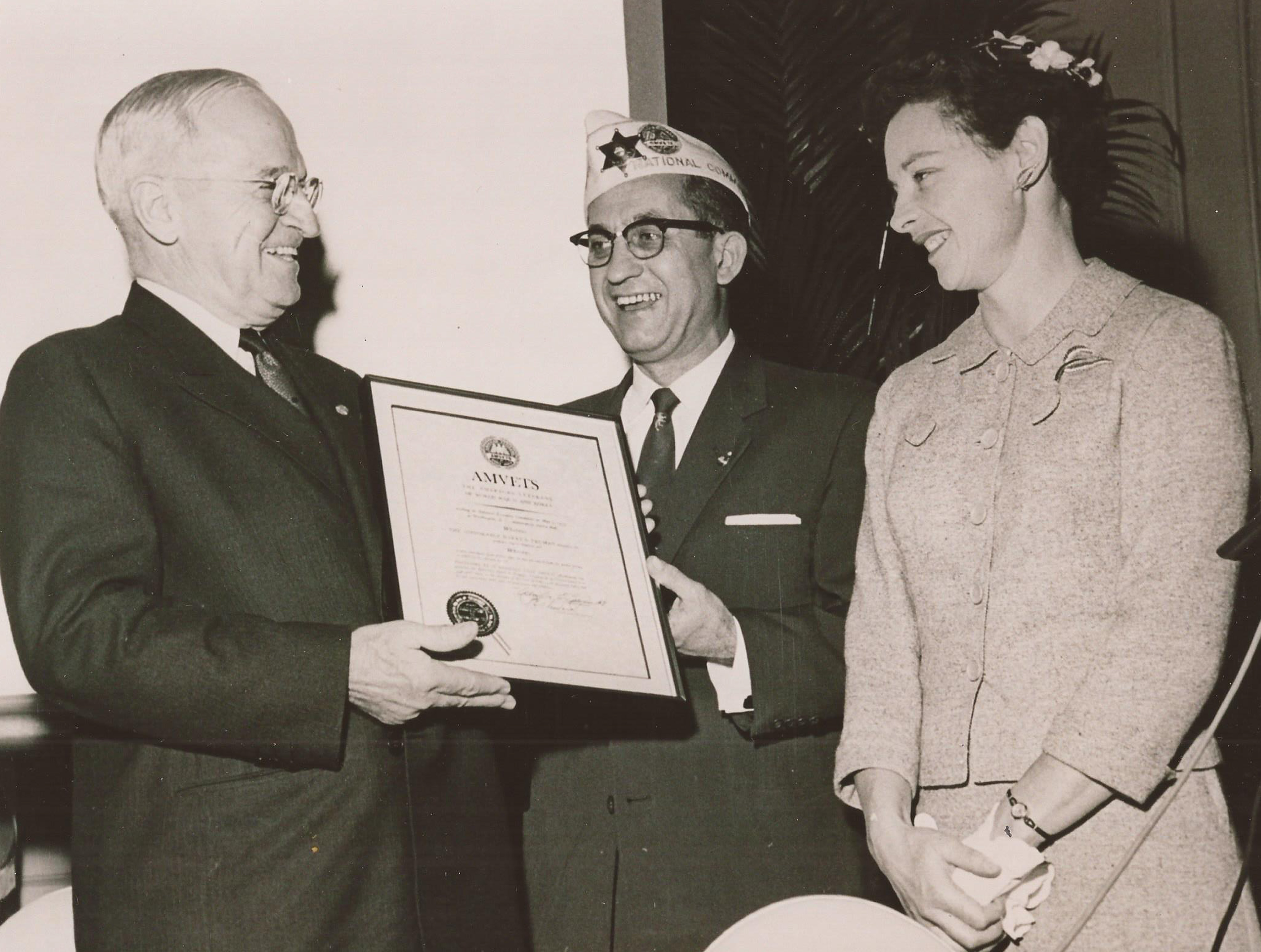
Зліва направо, президент Гаррі Трумен, Вінстон Е. Бурдін, національний командувач AMVETS, Бонні Прудден, Інститут фізичної підготовки, 1958–1959

- 1947 р. отримала перший значок Національного гірськолижного патруля для жінки
- 1948 р. нагороджена трофеєм безпеки Американською асоціацією гірськолижного спорту США
- 1955 р. Премія ХАМЛ за керівництво напрямком фізичної підготовки, штат Массачусетс та Коннектикут
- 1956 р. Подяка АМА  за боротьбу з гіпокінетичною хворобою
- 1958 р. Премія ХАМЛ за службу молоді, штат Нью-Йорк
- 1958 р. Почесний ступінь магістра гуманітарних наук у Спрингфілдському коледжі, м. Спрінгфілд, Массачусетс
- 1959 р. призначена радником з питань підготовки молоді Національного командувача американськими ветеранами Другої світової війни та Кореї (AMVETS)
- 1983 р. Премія Американського альянсу охорони здоров'я, фізичного виховання та рекреації на воді за "внесок у сферу вправ з водою та, зокрема, її роботи з безпекою немовлят у воді".
- 1984 р. Губернатор Дукакіс оголошує 29 січня Днем Бонні Прудден у знак визнання її роботи у фітнесі та міотерапії.
- 1984 р. обрана одним із 10 лідерів здорового і активного способу життя, за "відданість у розповсюдженні фітнесу серед американців: від новонароджених до найстаріших та всіх поміж ними".
- 1989 р. Бонні отримала звання Національного майстра спорту/фітнесу від Ради президента з питань фізичної підготовки та спорту, «демонструючи постійну відданість державній службі в інтересах спорту вона заслужила визнання за внесок у фізичну активність та спорт на національному рівні".
- 1991 р. Премія Асоціації водного фітнесу США за досягнення у житті
- 1994 р. мер Тусона Джордж Міллер та губернатор штату Аризона Файф Симінгтон вшанували Бонні, оголосивши 29 січня Днем Бонні Прудден в Аризоні
- 1995 р. Нагорода К. Карсона Конрада за визнання внесків, натхненного лідерства та надзвичайних досягнень у водному фітнесі
- 1995 р. Премія виняткій жінці від "Ресурсів для жінок", лідерської організації Тусона
- 1998 р. Мер Джордж Міллер і губернатор штату Аризона Ян Халл оголосили день Бонні Прудден для відзначення 84-й дня народження та 50 років бізнесу. 300 гостей віддали данину на вечірці, що тривала цілий день. Серед гостей були представники Ради Президента у справах фізичної підготовки, Американської асоціації масажної терапії, Народного медичного товариства, Atria Життя на пенсії та Рада Піми щодо старіння.
- 2001 р. "Голубий хрест" Аризони, програма Нагородження героїв поза віком відзначила Бонні Нагородою за любов до навчання.
- 2002 р. Рада губернатора штату Аризона з питань охорони здоров'я, фізичної форми та спорту нагороджує Бонні Головним призом "за досягнення, які є чудовим прикладом для інших".
- 2006 р. включена до зали слави фітнесу. Це відзнака для людей, організації та підприємств, які постійно пропагують здоровий спосіб життя та адаптують його до себе. Бонні була номінована у категорію «Піонери/винахідники».
- 2006 р. Бонні стала першою людину у новоствореному Масажному залі слави. Тут вшановуються "будівельників мостів", винахідників різних видів роботи з тілом та тих, хто вдосконалив професію масажної терапії. Бонні Прудден буда удостоєна такої честі за винахід та розвиток міотерапії.
- 2007 р. Рада Президента у справах фізичної підготовки, спорту та харчування вшанувала Бонні Нагородою за життєві досягнення на церемонії в Тусоні, штат Аризона. Ця нагорода присуджується “особам, чия кар’єра значною мірою сприяла просуванню або пропаганді фізичної активності, фітнесу чи спорту у всьому світі. Переможців обирають члени Ради Президента на основі тривалості та масштабів кар'єри людини, орієнтовної кількості людей, на яких вплинула така робота, спадщини цієї роботи, а також наявність додаткових нагород чи відзнак, отриманих протягом кар'єри".

## Обладнання Бонні Прудден
- СМУГА ПЕРЕШКОД НА ВІДКРИТОМУ ПОВІТРІ: Перший такий курс включав перший в країні скелелазний стенд разом спуском дюльфером. Також тут були вантажні сітки, баланс-трек, великі та малі перешкоди, лазіння по мотузці, шини, пандуси, баланссходи, слалом, лабіринт балансу, канат, паралельні бруси.[46]
- ІГРОВИЙ МАЙДАНЧИК, ЯКИЙ МОЖНА ЗРОБИТИ САМОСТІЙНО: доріжка балансу, подвійна трапеція, лабіринт балансу, закрівлені мотузки, перешкоди, стаціонарні паралельні перекладини, рухомі паралельні перекладини, шини, пандуси.[47]
- ВЕЛИКИЙ ОБЛАДНАННЯ: Козли для пиляння дрів, стрибкові рампи, балансири, сходи з інструкціями щодо побудови.[48][49][50][51]
- ПІДВОДНИЙ СЛАЛОМ-КУРС БОННІ ПРУДДЕН: Розроблений Бонні Прудден. Випускається Корпорацією Argo Industries (брошура про товари 1962 р.) Джексон Хайтс, Нью-Йорк.[52]
- ПРУДДЕН/ПОРТЕР ГІМСТЕР: дитячий портативний спортзал для дому, школи та церкви. Розроблений Бонні Прудден. Вироблено обладнанням для спортзалів "Портер" у 1963 року.
- ТРЕНАЖЕР У ДВІРНОМУ ОТВОРІ [53][54][55][56]
- ДОПОМІЖНЕ ПРИЛАДДЯ ДЛЯ МІОТЕРАПІЇ БОННІ ПРУДДЕН: Шків, бодос, вівчарський крук.[57][58][59]
- МАЛЕ ОБЛАДНАННЯ: гантелі, палички, квадратні килими, блоки, ремені, весла, диск-о-тек, серфер, малі паралельні бруски.[60][61][62][63][64]

## Смерть
В інтерв'ю 1997 року Прудден сказала: "Кожного разу, коли я розмовляю з Богом, я кажу, що я втомилася. Ця робота занадто важка. Чи можу я вийти на пенсію? Відповідь завжди - ні. Я все ще тут, - каже вона, киваючи головою, - щоб говорити про важливість фітнесу, потрібно давати, поки в мене щось ще є.
"Незважаючи на травму з роздрібненням кісток, заміну суглобів, рак та шунтуванням сосудів серця, міжнародний першопроходець фітнесу, телевізійна та радник президентів залишалася здоровою та активною протягом усіх її 97 років. Вона робила вправи на ліжку в хоспісі за кілька днів до смерті 11 грудня, за шість тижнів до 98-го дня народження". Прудден померла у Тусоні, штат Аризона.

## Телебачення
- Шоу Бонні Прудден (1963) - 35 півгодинних щоденних шоу про вправи, що мало три частини: відповідь на листи, вправи та інтерв'ю. Вони знімались в Канаді, Австралії та Сінгапурі. Виходили в Канаді та США.
- Шоу Бонні Прудден (1965) - 165 півгодинних шоу щоденно. Виходили у Канаді, Австралії та Сінгапурі.
- Слабкий американець (травень, 1957) - ABC, 30-хвилинний спеціальний випуск.
- Зерна винограду комерційне шоу (1950-ті роки) [67]

## Фільм
- Будьте сильні, будьте щасливі (1971)
- Ваша дитина може плавати (1974)
- Жива і чудово себе почуваю (1974) - Клуб дівчат Америки

## DVD-диски
- Міотерпія Бонні Пруден: Як розпочати роботу
- Міотерапія Bonnie Prudden: швидкі поради від головних болів
- Міотерапія Bonnie Prudden: швидкі поради від болю в спині

## Книги
Наведені перші видання книг:
- Основні вправи, номер I, самвидат (1949)
- Чи справді ваша дитина має гарну форму?, Harper & Row, перша книга про дитячий фітнес (1956)
- Книга про фітнес Бонні Прудден, Рональд Прес (1959)
- Як бути стрункою та підтягнутою після тридцяти років, асоціації Geiss Associates, перша книга про фітнес для жінок; бестселер (1961)
- Тестування та тренування фізичної підготовки, Smith Printing-publishing Девіда Г. Сміта, NB NB (1962)
- Як підтримувати дитину у формі від народження до шести, Harper & Row, трилогія, що наголошує на фізичній, розумовій та емоційній формі (1964)
- Швидкі фітнес-вправи, Даттон (1965)
- Фітнес для підлітків, Harper & Row. (1965)
- Фізична підготовка для вас, аудіокнига для сліпих, доступна через Бібліотеку Конгресу (1965)
- Як бути стрункою і підтягнутою після тридцяти, третє видання, Саймон та Шустер (1969)
- Фітнес від 6 до 12, Harper & Row (1972)
- Ваша дитина може плавати, Reader's Digest Press (1974)
- Як підтримувати фізичну форму та здоров'я всієї сім'ї, Reader's Digest Press, продаж EP Dutton & Co., Inc. (1975)
- Сексуальні вправи, Bantam Books (1978)
- Dollar Fallax (Ілюзорний біль), самовидання (1978)
- Позбавлення від болю: Шлях Бонні Прудден, M. Evans, бестселер NY Times (1980)
- Міотерапія: повний посібник Бонні Прудден з життя без болю, Dial Press (1984)
- Довідник Бонні Прудден з фітнесу після 50, книги Вільярда (1986)

## Зовнішні посилання
- bonnieprudden.com [Архівовано 12 лютого 2020 у Wayback Machine.]